# Lindalsgölen, Småland
Lindalsgölen är en sjö i Åtvidabergs kommun i Småland och ingår i Vindåns huvudavrinningsområde.